# فرفرية غير قليلة الصفيحات
فرفرية غير قليلة الصفيحات (بالإنجليزية: Nonthrombocytopenic purpura)‏ هي نوعٌ من الفرفرية (انصباغٌ جلدي أرجواني أو أحمر) لا تترافق مع قلة الصفيحات.
من الأمثلة عليها:
- فرفرية هينوخ-شونلاين.[3]
- توسع الشعيرات النزفي الوراثي[4]
- فيروس مضخم للخلايا[2]
- مرض المكورات السحائية